# Le Cheylard
Le Cheylard, en occitan Lo Chailar, est une commune française du département de l'Ardèche, dans la région Auvergne-Rhône-Alpes. Ses habitants sont appelés les Cheylarois. La ville est située dans la région montagneuse des Boutières.

## Géographie

### Localisation
Située sur le rebord oriental du Massif Central, Le Cheylard appartient aux Boutières, petite région montagneuse du territoire ardéchois. La commune s'étend au confluent de deux rivières : la Dorne et l'Eyrieux, lequel descend vers la vallée du Rhône.

### Lieux-dits, hameaux et écarts
- La Selve
- Chantelauve
- Jabrezac

### Géologie et relief
Le relief de basse montagne est typique du Vivarais. Les vallées ont été creusées par les glaciers, qui, en emportant le calcaire, ont dégagé les sommets volcaniques.

### Climat
Pour des articles plus généraux, voir Climat d'Auvergne-Rhône-Alpes et Climat de l'Ardèche.
En 2010, le climat de la commune est de type climat méditerranéen franc, selon une étude du CNRS s'appuyant sur une série de données couvrant la période 1971-2000. En 2020, Météo-France publie une typologie des climats de la France métropolitaine dans laquelle la commune est exposée à un climat de montagne ou de marges de montagne et est dans la région climatique Sud-est du Massif Central, caractérisée par une pluviométrie annuelle de 1 000 à 1 500 mm, minimale en été, maximale en automne.
Pour la période 1971-2000, la température annuelle moyenne est de 11,3 °C, avec une amplitude thermique annuelle de 17,4 °C. Le cumul annuel moyen de précipitations est de 1 363 mm, avec 8,3 jours de précipitations en janvier et 5,6 jours en juillet. Pour la période 1991-2020, la température moyenne annuelle observée sur la station météorologique installée sur la commune est de 12,2 °C et le cumul annuel moyen de précipitations est de 1 178,7 mm,. Pour l'avenir, les paramètres climatiques de la commune estimés pour 2050 selon différents scénarios d'émission de gaz à effet de serre sont consultables sur un site dédié publié par Météo-France en novembre 2022.
| Mois                                  | jan.           | fév.           | mars            | avril         | mai           | juin          | jui.          | août          | sep.          | oct.          | nov.            | déc.           | année    |
| ------------------------------------- | -------------- | -------------- | --------------- | ------------- | ------------- | ------------- | ------------- | ------------- | ------------- | ------------- | --------------- | -------------- | -------- |
| Température minimale moyenne (°C)     | 0,2            | 0,3            | 2,7             | 5,4           | 8,8           | 12,2          | 14,1          | 13,7          | 10,6          | 7,9           | 3,7             | 0,9            | 6,7      |
| Température moyenne (°C)              | 4,1            | 5              | 8,3             | 11,2          | 14,9          | 18,8          | 21,2          | 20,9          | 16,8          | 12,8          | 7,8             | 4,7            | 12,2     |
| Température maximale moyenne (°C)     | 8,1            | 9,7            | 13,9            | 17            | 21            | 25,4          | 28,3          | 28            | 23            | 17,7          | 11,9            | 8,5            | 17,7     |
| Record de froid (°C) date du record   | −16 16.01.1985 | −19 10.02.1956 | −13,1 01.03.05  | −5,6 08.04.21 | −5 04.05.1967 | 2 06.06.1953  | 6 01.07.1981  | 4 30.08.1986  | 1 28.09.1974  | −4,7 26.10.03 | −8,7 23.11.1998 | −16 26.12.1962 | −19 1956 |
| Record de chaleur (°C) date du record | 20,1 10.01.15  | 23 23.02.20    | 25,5 21.03.1990 | 29 30.04.1966 | 34 27.05.1954 | 38,5 27.06.19 | 40 03.07.1952 | 39,2 21.08.23 | 35 09.09.1966 | 28,9 09.10.23 | 23,6 06.11.15   | 19 03.12.1963  | 40 1952  |
| Précipitations (mm)                   | 84,8           | 55,2           | 61,9            | 89            | 97,1          | 72,8          | 68,2          | 73,8          | 126,6         | 176,4         | 180,4           | 92,5           | 1 178,7  |

### Hydrographie
Le territoire communal est traversé par l'Eyrieux, rivière de 83,5 km de longueur qui rejoint la rive droite du Rhône au niveau de la commune de La Voulte-sur-Rhône.

### Voies de communication et transports

#### Pistes cyclables
Il reste encore les traces d'une ancienne voie ferrée. Le chemin cyclable rénové en voie verte alternant avec des sections de routes en voie partagée très roulant dans l'aval de l'Eyrieux, se dégradant vers l'amont (nids de poules et bacs à graviers).
Points d'eau potable et quelques haltes de camping équipés autorisés en libre accès.

#### Transports en commun
La société de transports Le Sept assure une navette du Cheylard à Valence et le retour en passant par la vallée de l'Eyrieux en s’arrêtant à toutes les villes et village de sa route.

## Urbanisme

### Typologie
Au 1er janvier 2024, Le Cheylard est catégorisée bourg rural, selon la nouvelle grille communale de densité à sept niveaux définie par l'Insee en 2022.
Elle appartient à l'unité urbaine de Le Cheylard, une agglomération intra-départementale regroupant deux  communes, dont elle est ville-centre,,. Par ailleurs la commune fait partie de l'aire d'attraction du Cheylard, dont elle est la commune-centre,. Cette aire, qui regroupe 20 communes, est catégorisée dans les aires de moins de 50 000 habitants,.

### Occupation des sols
L'occupation des sols de la commune, telle qu'elle ressort de la base de données européenne d’occupation biophysique des sols Corine Land Cover (CLC), est marquée par l'importance des forêts et milieux semi-naturels (75,9 % en 2018), en diminution par rapport à 1990 (77,8 %). La répartition détaillée en 2018 est la suivante : 
forêts (63,2 %), zones urbanisées (17,3 %), milieux à végétation arbustive et/ou herbacée (12,7 %), zones agricoles hétérogènes (4,5 %), zones industrielles ou commerciales et réseaux de communication (1,1 %), prairies (1 %), eaux continentales (0,1 %).
L'évolution de l’occupation des sols de la commune et de ses infrastructures peut être observée sur les différentes représentations cartographiques du territoire : la carte de Cassini (XVIIIe siècle), la carte d'état-major (1820-1866) et les cartes ou photos aériennes de l'IGN pour la période actuelle (1950 à aujourd'hui).

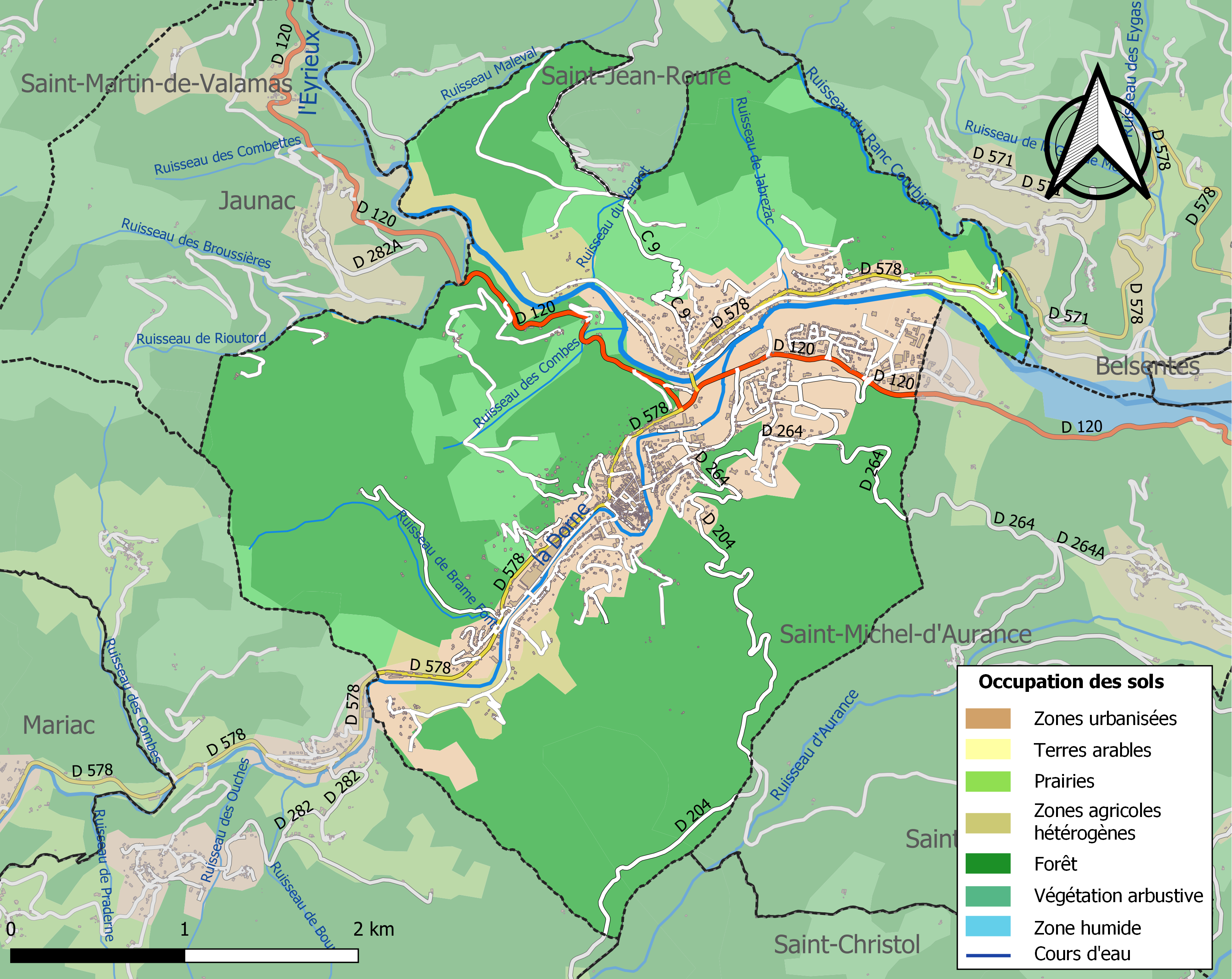
Carte des infrastructures et de l'occupation des sols de la commune en 2018 (CLC).
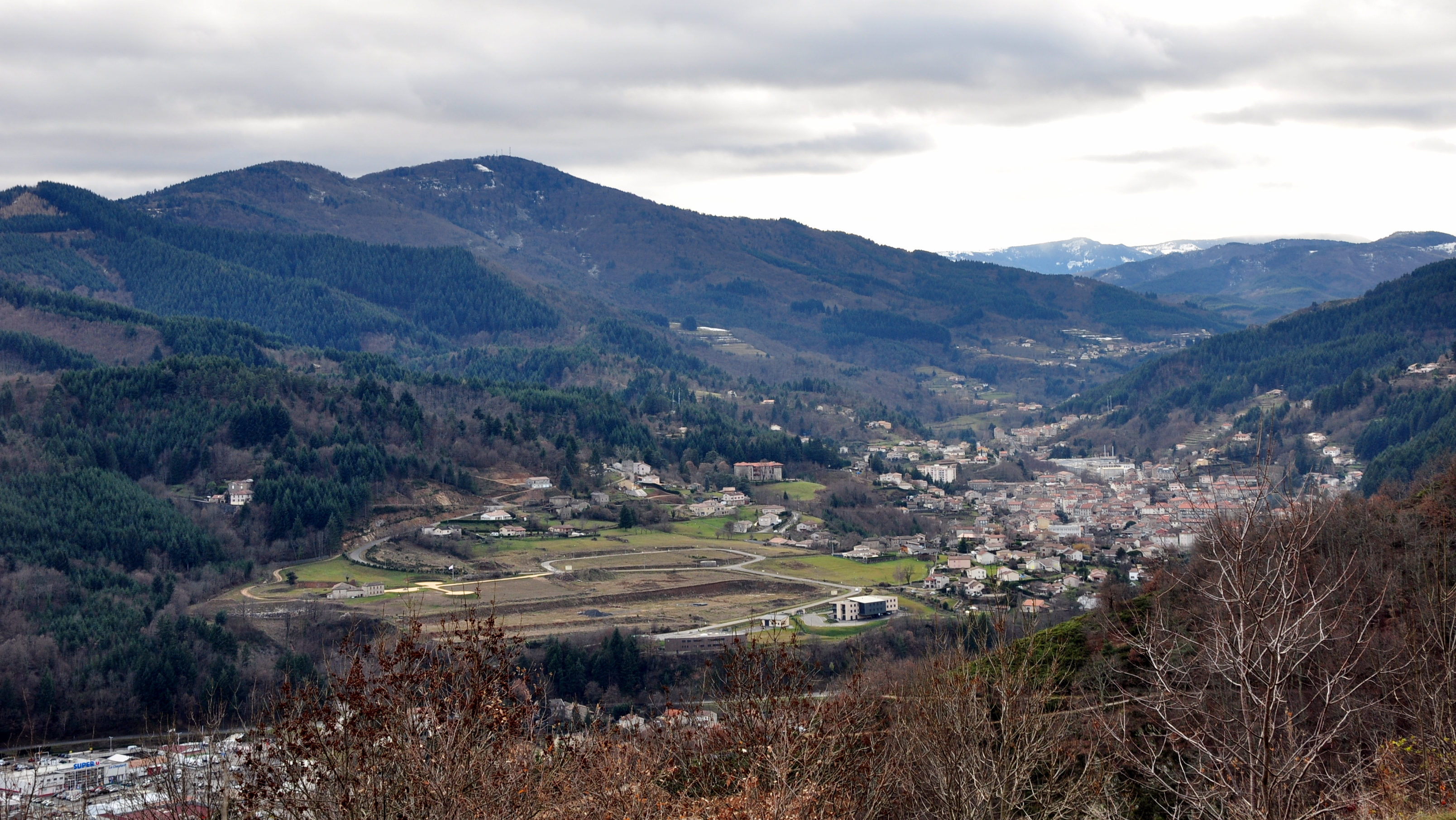
Le Cheylard depuis Saint-Cierge-sous-le-Cheylard.

### Risques naturels

#### Risques sismiques
L'ensemble du territoire de la commune du Cheylard est situé en zone de sismicité no 2 (sur une échelle de 5), comme la plupart des communes situées sur le plateau et la montagne ardéchoise.
| Type de zone | Niveau           | Définitions (bâtiment à risque normal) |
| ------------ | ---------------- | -------------------------------------- |
| Zone 2       | Sismicité faible | accélération = 1,1 m/s2                |

## Toponymie
En 1239, on trouve la mention Le Chailar, puis en 1483 la forme latine Chaylarium. Selon Ernest Nègre, il s'agit du bas latin castellare « château, résidence seigneuriale fortifiée », dérivé du latin castellum.

## Histoire

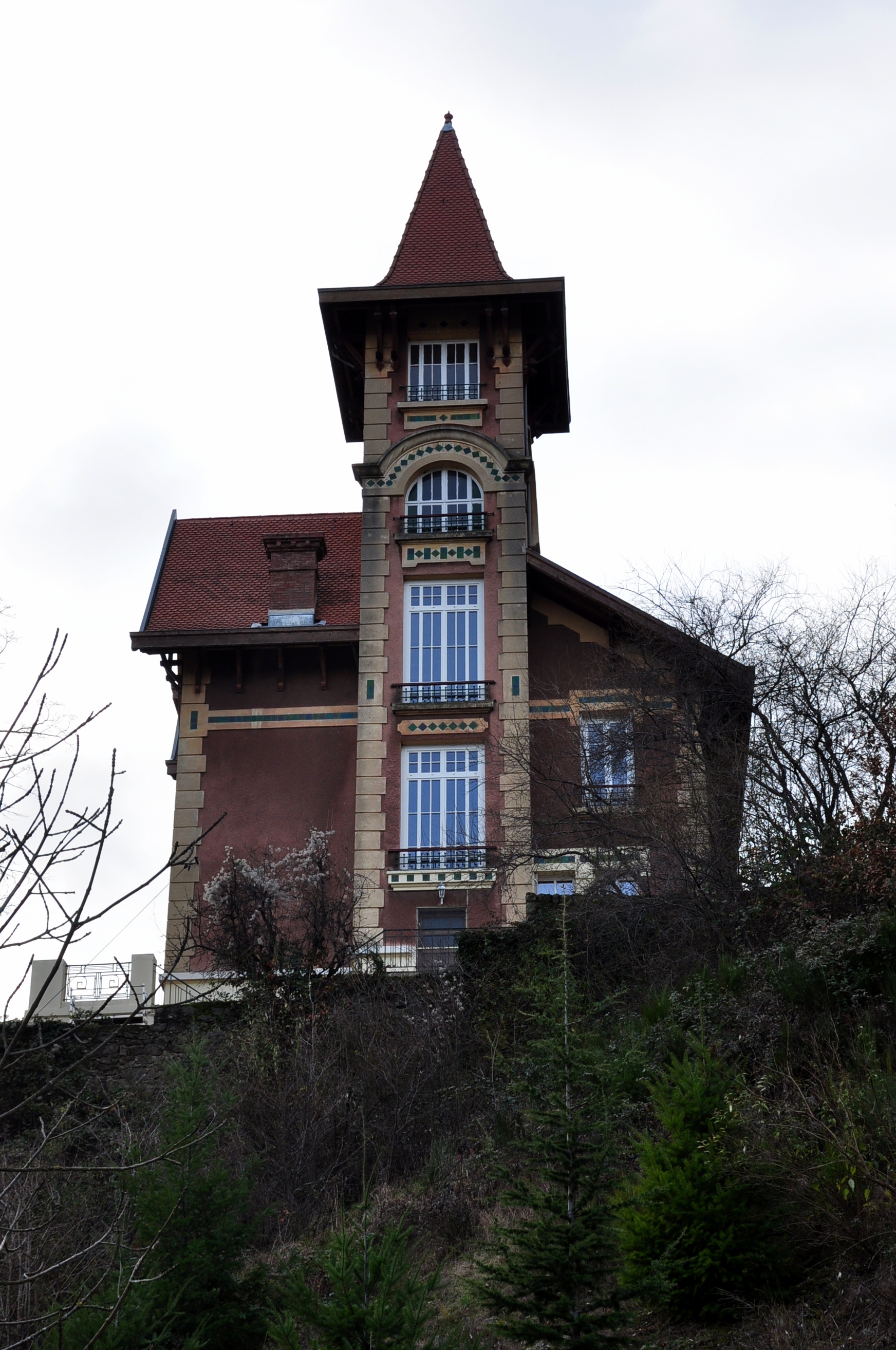
La villa Maza.

L'histoire locale au Cheylard est très marquée par l'industrialisation et le développement d'une activité essentielle au XIXe siècle : la tannerie. Aujourd'hui encore, Le Cheylard exporte dans le monde entier ses productions, dans les domaines du textile, des bijoux et de la mécanique de pointe.
Le château de La Chèze appartient actuellement à la commune du Cheylard. Il a été construit au XIIIe siècle par les seigneurs de la Chèze, apparentés à la famille de Tournon. Il est en restauration depuis 1989, il fait l'objet de chantiers internationaux de jeunes bénévoles (cf. Le Cheylard : La Chèze).
L'autre seigneurie notable était la baronnie de Brion, à Jaunac, qui échut aux Lévis-Ventadour (cf. François-Christophe, comte de Brion).
Les temples de l'église réformée de Saint-Christol et du Cheylard rappellent la place considérable du protestantisme, qui était encore majoritaire au Cheylard au XVIIe siècle. À Saint-Christol, le temple est une ancienne église catholique dédiée à saint Christophe (il a donc gardé une architecture romane) qui fut annexé par la Réforme dès le XVIe siècle. Après une période de répression visant les protestants et commémorée par la pierre du serre de la Palle, le temple est officialisé par Napoléon, en 1807.
La vieille ville du Cheylard est aussi un élément important du patrimoine bâti à caractère historique (visites guidées) : on trouve des maisons avec leurs linteaux sculptés et leurs fenêtres à meneaux, de nombreuses placettes, escaliers, passages ouverts et les remparts du vieux château dont il subsiste deux tours remaniées.
L'hôpital est créé sur l'initiative de M. Just Saléon-Terras, alors maire du Cheylard, dans l'acquisition le 14 novembre 1867 d'un établissement privé appartenant à la paroisse et géré par la communauté de Sainte Philomène de Crémieu.

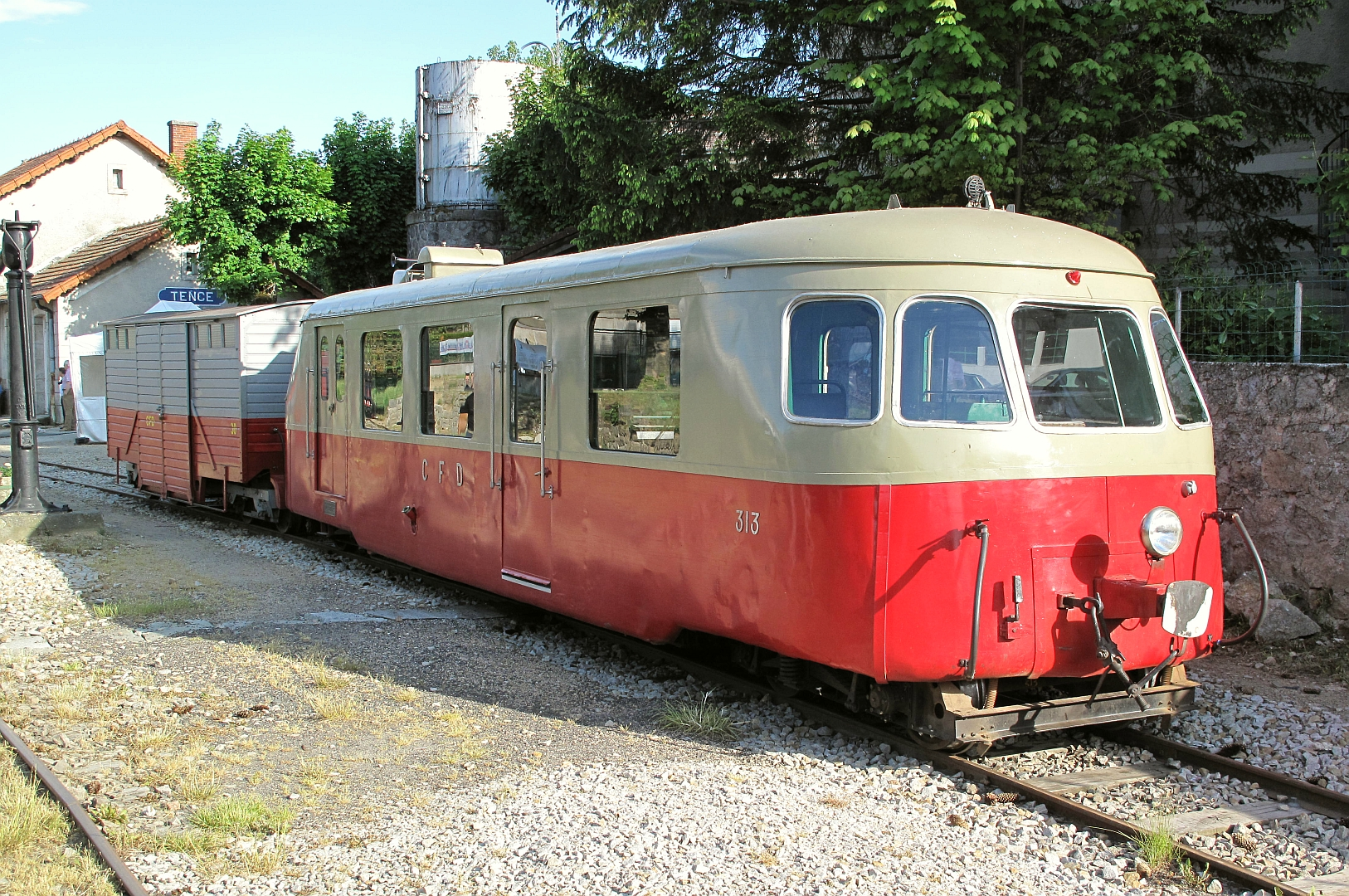
Autorail de la compagnie CFD.

Le chemin de fer arrive au Cheylard en 1891, avec l'ouverture de la ligne de La Voulte par la vallée de l'Eyrieux. En 1902, la ligne de Saint-Agrève à Dunières est connectée par les Boutières. En 1903, la ligne de Lamastre à Tournon est raccordée par les Nonières. La gare du Cheylard devenait le centre du réseau du Vivarais de la compagnie de chemins de fer départementaux (CFD). Le 31 octobre 1968, ce réseau est fermé et le chemin de fer disparaît.

## Politique et administration

### Liste des maires
| Période                                  | Période                    | Identité             | Étiquette            | Qualité |
| ---------------------------------------- | -------------------------- | -------------------- | -------------------- | --- |
| Les données manquantes sont à compléter. |                            |                      |                      | |
| 1866                                     | 1873                       | Just Saléon-Terras   |                      | |
| 1873                                     | 1885                       |                      |                      | |
| 1885                                     | 1903                       | Just Saléon-Terras   |                      | |
| 1903                                     | 19xx                       | Joseph Saléon-Terras |                      | Fils de Just |
| 19xx                                     | 1945                       | André Saléon-Terras  |                      | Fils de Joseph |
| 1945                                     | 1959                       |                      |                      | |
| mars 1959                                | mars 1965                  | Frédéric Vernet      |                      | |
| mars 1965                                | mars 1989                  | Robert Donnadieu     | UDR puis RPR         | Horloger |
| mars 1989                                | En cours (au 18 mars 2021) | Jacques Chabal       | RPR puis LR puis DVD | Médecin généraliste Conseiller général du canton du Cheylard (1992-2015) Président de la communauté de communes du Pays du Cheylard puis de la Communauté de communes Val'Eyrieux |

### Jumelages
Weilmünster (Allemagne) depuis 1963.

## Population et société

### Démographie
La démographie est donnée dans ce tableau en population municipale et non en population totale qui est la somme de la population municipale et de la population comptée à part.
Cette comptabilisation fait partie des nouvelles règles de recensement mise en place depuis le décret no 2003-485 publié au Journal officiel du 8 juin 2003.
L'évolution du nombre d'habitants est connue à travers les recensements de la population effectués dans la commune depuis 1793. Pour les communes de moins de 10 000 habitants, une enquête de recensement portant sur toute la population est réalisée tous les cinq ans, les populations de référence des années intermédiaires étant quant à elles estimées par interpolation ou extrapolation. Pour la commune, le premier recensement exhaustif entrant dans le cadre du nouveau dispositif a été réalisé en 2008.

En 2022, la commune comptait 2 812 habitants, en évolution de −5,98 % par rapport à 2016 (Ardèche : +2,48 %, France hors Mayotte : +2,11 %).
| 1793  | 1800  | 1806  | 1821  | 1831  | 1836  | 1841  | 1846  | 1851  |
| ----- | ----- | ----- | ----- | ----- | ----- | ----- | ----- | ----- |
| 1 717 | 1 722 | 2 024 | 2 008 | 2 252 | 2 542 | 2 353 | 2 512 | 2 498 |

| 1856  | 1861  | 1866  | 1872  | 1876  | 1881  | 1886  | 1891  | 1896  |
| ----- | ----- | ----- | ----- | ----- | ----- | ----- | ----- | ----- |
| 3 257 | 3 755 | 3 422 | 3 224 | 3 242 | 3 059 | 3 054 | 3 228 | 3 198 |

| 1901  | 1906  | 1911  | 1921  | 1926  | 1931  | 1936  | 1946  | 1954  |
| ----- | ----- | ----- | ----- | ----- | ----- | ----- | ----- | ----- |
| 3 373 | 3 507 | 3 478 | 3 078 | 3 098 | 3 296 | 3 288 | 3 515 | 3 502 |

| 1962  | 1968  | 1975  | 1982  | 1990  | 1999  | 2006  | 2008  | 2013  |
| ----- | ----- | ----- | ----- | ----- | ----- | ----- | ----- | ----- |
| 3 735 | 3 979 | 4 262 | 4 239 | 3 833 | 3 514 | 3 341 | 3 285 | 3 038 |

| 2018  | 2022  | - | - | - | - | - | - | - |
| ----- | ----- | - | - | - | - | - | - | - |
| 2 914 | 2 812 | - | - | - | - | - | - | - |

### Enseignement
Rattachée à l'académie de Grenoble, la ville est dotée depuis 1998 d'une cité scolaire, réunissant collège des deux vallées et lycée polyvalent. Le lycée propose des formations générales, ainsi qu'une préparation au baccalauréat STI2D (Sciences et Technologie de l'Industrie et du Développement Durable).
Le Cheylard dispose également d'une école primaire publique, ainsi que de deux établissements privés : le collège Saint Louis et l'école Saint François-Régis.

### Manifestations culturelles et festivités
- Toute l'année, diverses animations coordonnées par l'Arche des métiers[30].
- Chaque année à la mi-juin, Le Cheylard figure sur le parcours de la course cycliste L'Ardéchoise, après la descente des Nonières et avant d'aborder le col de Mézilhac. Le Tour de France 2010 a emprunté ce tronçon autour du Cheylard lors de sa 12e étape entre Bourg-de-Péage et Mende.
- Le festival des Articulés, créé en 1991, devenu en 2018 l'EstiVal : festival pluridisciplinaire mêlant théâtre de rue, danse, marionnette, musique…[31]

### Médias
Deux organes de presse écrite de niveau régional sont distribués dans la commune :
- L'Hebdo de l'Ardèche

Il s'agit d'un journal hebdomadaire français basé à Valence et diffusé à Privas depuis 1999. Il couvre l'actualité pour tout le département de l'Ardèche.
- Le Dauphiné libéré

Il s'agit d'un journal quotidien de la presse écrite française régionale distribué dans la plupart des départements de l'ancienne région Rhône-Alpes, notamment l'Ardèche. La commune est située dans la zone d'édition du Nord-Ardèche (Annonay - Le Cheylard).

### Cultes
La communauté catholique et l'église du Cheylard (propriété de la commune) dépendent de la paroisse Notre-Dame des Boutières, elle-même rattachée au diocèse de Viviers.
Le culte protestant est célébré au temple du Cheylard.

## Économie

### Grandes entreprises
La commune abrite le siège social de quatre grandes entreprises réalisant plus de 10 millions d'euros de chiffre d'affaires.

### Revenus de la population et fiscalité
Le niveau de vie médian de la commune se chiffre à 18 246 € annuels, un résultat moins haut (-8,43 %) que le revenu médian de la France (19 785 €)[Quand ?].
La commune affiche un taux de pauvreté de 8,6 %, nettement moins important que celui de la France (13,9 %).
44,5 % de foyers fiscaux sont non imposables.

## Culture locale et patrimoine

### Lieux et monuments
- Église Notre-Dame-de-l'Assomption du Cheylard.
- Chapelle du couvent Saint-Joseph du Cheylard.
- Chapelle sanctuaire Notre-Dame-du-Sacré-Cœur d'Aric.
- L'Arche des Métiers : présente l'ensemble des savoir-faire et des métiers du bassin du Cheylard[34].
- Le château de La Chèze : place-forte protestante au XVIe siècle. Il est actuellement en restauration.
- Le château de Gastefer ou château Bleu : construit par M. François Saléon-Terras.
- La vieille ville du Cheylard.
- La fontaine sur la place de l'Église : offerte par Just Saléon-Terras (conseiller départemental-maire) à la suite de l'adduction de l'eau et de l'électricité aux habitants du Cheylard.
- La Palisse : quartier du Cheylard où se concentrent les grandes surfaces, le stade de football, la salle des fêtes.
- La base aquatique Eyrium.
- L'amphithéâtre de la vieille ville.
- Une pierre tombale en eau et lumière orne la place du Serre.
- Le parcours de Santé dans les bois du château de La Chèze.

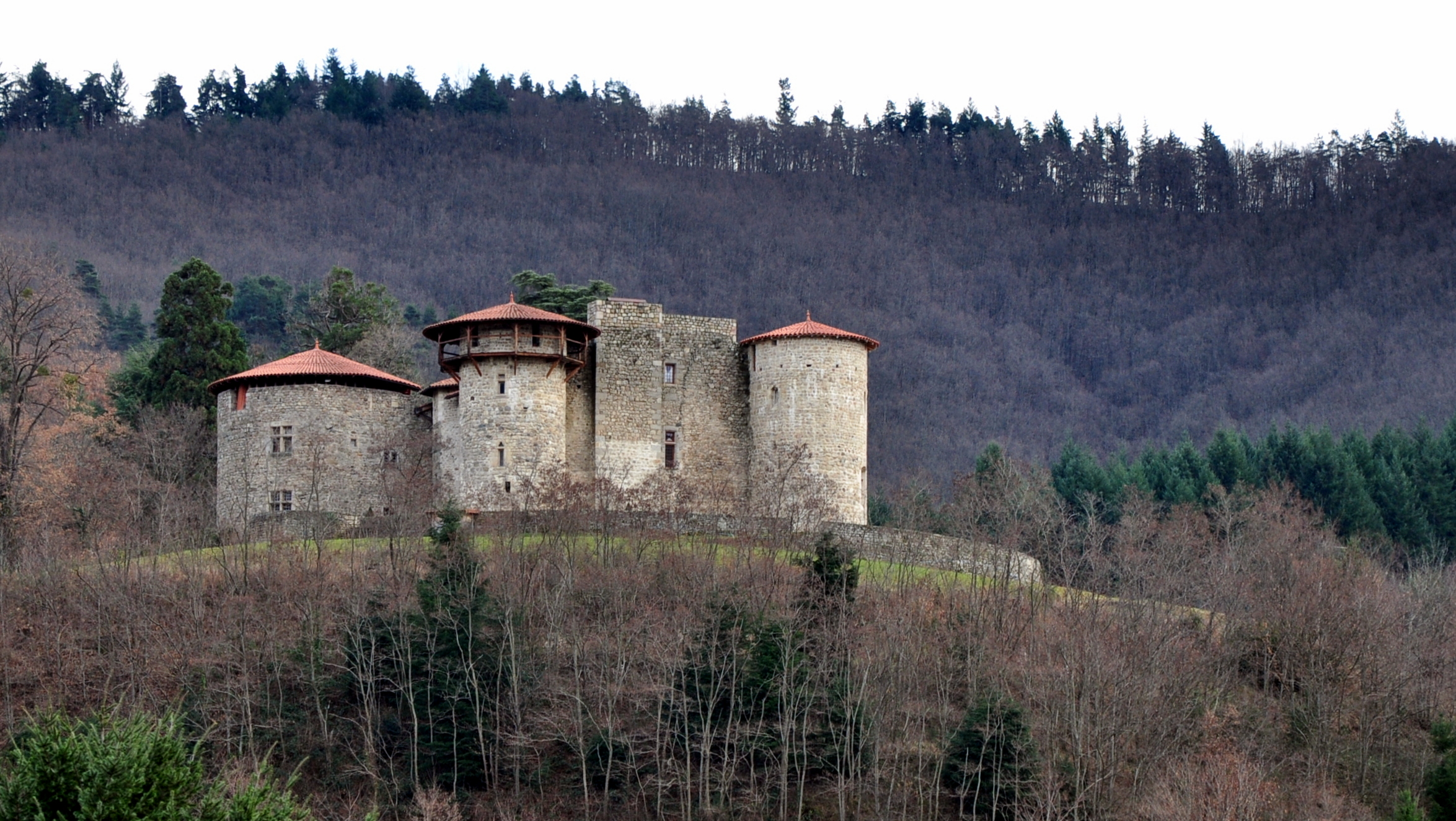
Le château de La Chèze.
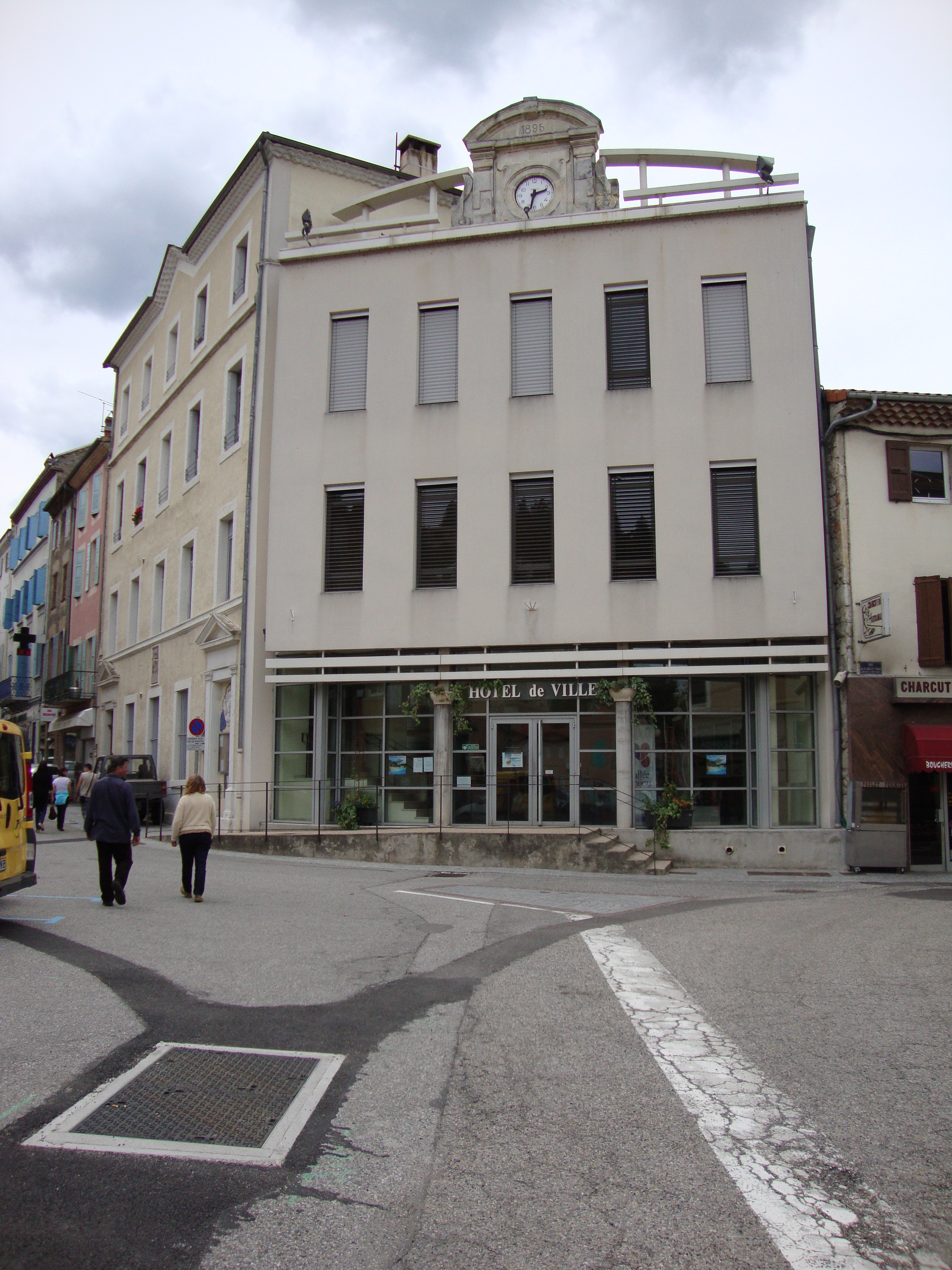
Hôtel de ville.
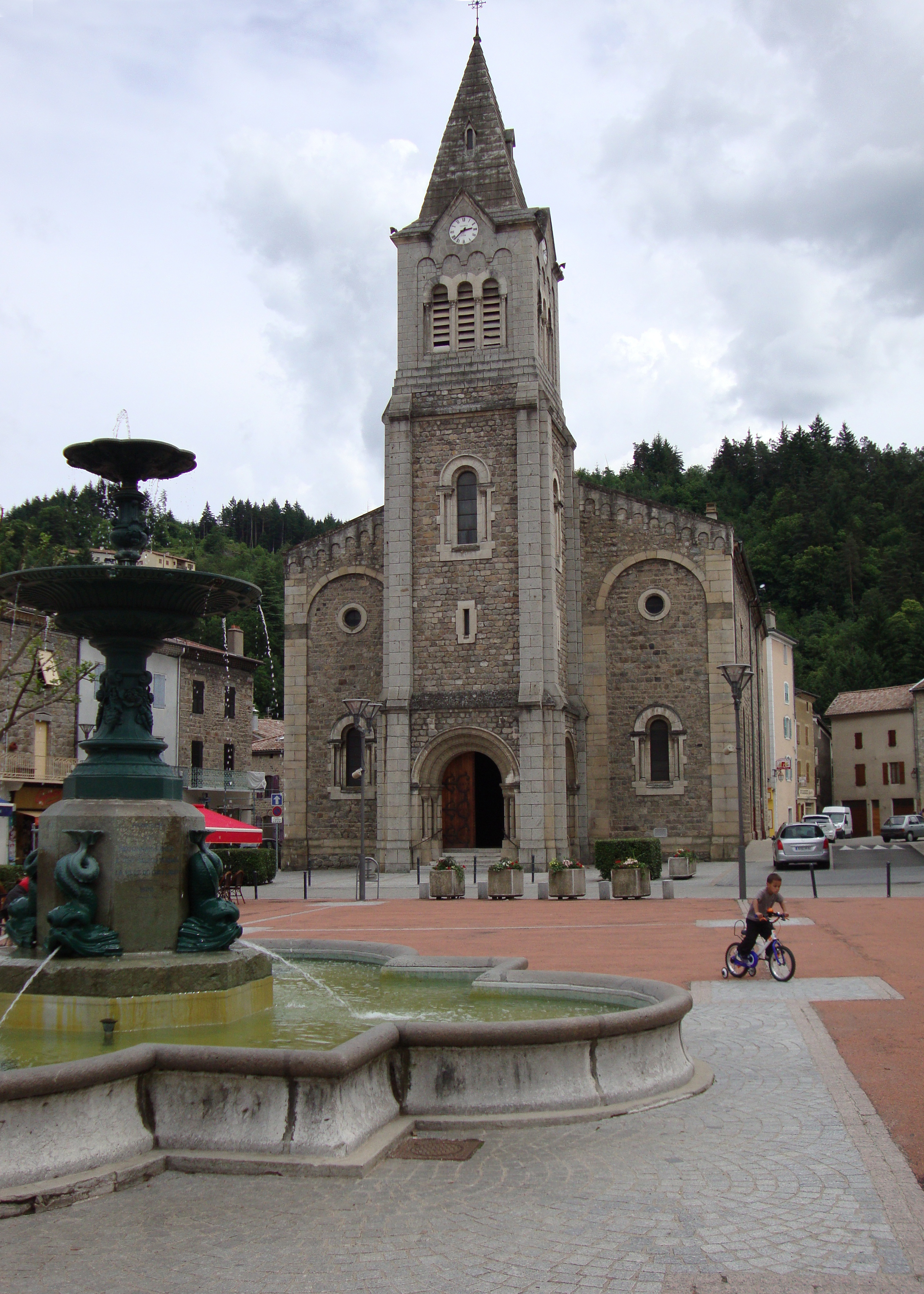
L'église Notre-Dame-de-l'Assomption.
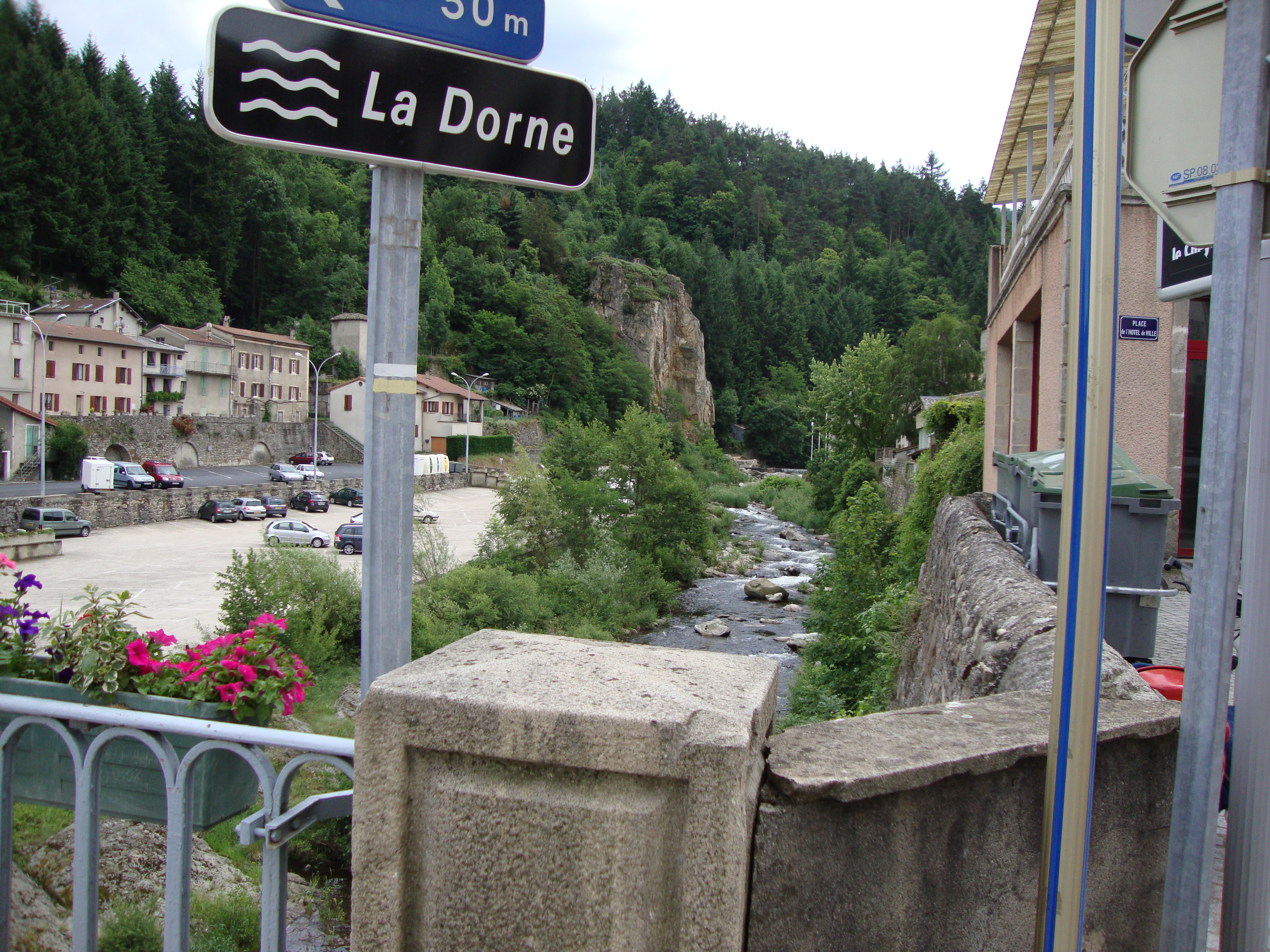
La Dorne.

### Patrimoine culturel

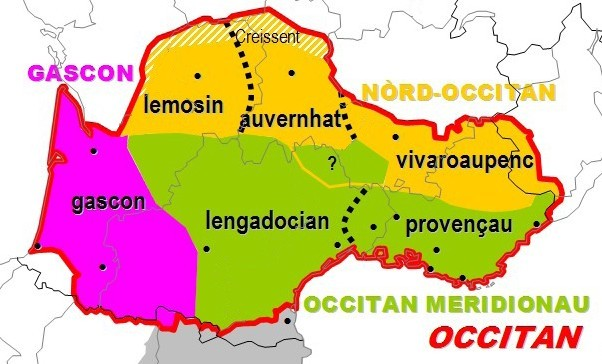
Zone du vivaro-alpin (Pierre Bec).

Linguistiquement et historiquement, le territoire de Le Cheylard est situé dans la zone linguistique du Vivaro-alpin, variété du nord-occitan qui est utilisé dans la majeure partie de l'Ardèche, dans les Alpes du Sud en France et dans les vallées orientales du Piémont, en Italie.

### Patrimoine naturel

#### Espaces verts et fleurissement
La commune obtient une fleur au concours des villes et villages fleuris en 2015.

### Personnalités liées à la commune
- Joseph Sanial-Dubay (vers 1754-1817), écrivain et moraliste, né au Cheylard.
- Just Saléon-Terras (1820-1903), industriel et maire, né et mort au Cheylard.
- Danièle Lebrun (1937), actrice, née au Cheylard.
- Le footballeur Raymond Haond a défendu les couleurs de l'AS Saint-Étienne de 1951 à 1953, club qui lui a rendu un hommage[36].

### Héraldique, logotype et devise
| Blason de Le Cheylard | Blason  | De gueules à l'aigle bicéphale d'or. |
| Blason de Le Cheylard | Détails | Le blason de la ville est celui des seigneurs de Lamothe-Brion. Il a en son centre une aigle bicéphale, reste de l'époque où la ville était vassale du Saint-Empire romain germanique (avant qu'elle ne soit rattachée au royaume de France). Cet écu est entouré de deux léopards. Il est représenté sur la façade de la mairie. |